# Guillem de Copons
Guillem de Copons (segle xiv – segle xv) fou un escriptor i diplomàtic possiblement valencià, que feu algunes traduccions d'obres importants en l'antiguitat clàssica i en l'edat mitjana europea al català.
Cavallerís de Pere III i de Joan I, aquests li encomanaren diverses tasques de caràcter literari. Tingué relació amb el mestre de Rodes Juan Fernández de Heredia. El 1383 portà a Joan I, de part del duc de Berry, una versió francesa del De Civitate Dei de sant Agustí, i fou una altra vegada comissionat pel rei prop del duc per copiar el manuscrit que aquest posseïa de la versió francesa d'Ab urbe condita de Titus Livi. Les traduccions catalanes fetes aleshores a partir d'aquestes dues versions li han estat atribuïdes. El 1396 la reina Violant de Bar l'envià com a ambaixador a la cort pontifícia d'Avinyó i prop de diversos magnats francesos per mirar d'aclarir les amenaces d'invasió de Catalunya per les tropes del comte d'Armanyac, ambaixades que restaren probablement sense efecte per la mort del rei Joan I. El 1418 dedicà al mecenes valencià Pere d'Artés la seva versió catalana del Llibre del tresor, escrit en francès, de Brunetto Latini, que incloïa les Ètiques d'Aristòtil. Fou la primera versió catalana, indirecta, d'aquest autor clàssic.